# Julius Ertlthaler
Julius Ertlthaler (25 aprile 1997) è un calciatore austriaco, centrocampista del GKS Tychy.

## Caratteristiche tecniche
È un trequartista.

## Carriera
Cresciuto nelle giovanili del Mattersburg, ha esordito in prima squadra il 7 novembre 2015 in occasione del match perso 2-1 contro il Wolfsberger.